# Ryder Hesjedal
Ryder Hesjedal (Victoria, 9 dicembre 1980) è un ex ciclista su strada e mountain biker canadese, professionista dal 2004 al 2016. In mountain bike ha vinto due medaglie d'oro mondiali di staffetta a squadre, nel 2001 e nel 2002, mentre su strada si è aggiudicato il Giro d'Italia 2012.

## Carriera

### Gli esordi e i primi anni da professionista
Inizia la sua carriera nella mountain bike, specialità nella quale consegue la medaglia d'argento nella categoria XC Juniores durante il campionato mondiale 1998. È di nuovo argento nella categoria XC Under-23 nel campionato mondiale 2001, e poi bronzo nella stessa categoria nel 2002; nel 2003 ottiene invece la medaglia d'argento nella categoria XC Elite. Vince inoltre due ori di squadra nella gara di Team Relay, nel 2001 e 2002.
Nel 2004, dopo due anni trascorsi nella Rabobank Beloften, la formazione giovanile della Rabobank, passa professionista su strada con la US Postal Service; nello stesso anno gareggia ai Giochi olimpici di Atene partecipando (si ritirerà) alla prova del cross country. A dieci anni di distanza, ammetterà nel 2013 d'essere ricorso all'epoca all'uso di pratiche dopanti.
Nella stagione seguente prende parte per la prima volta al Giro d'Italia, ritirandosi. Nel 2006 viene messo sotto contratto dalla squadra svizzera Phonak. Con questo team ottiene alcuni buoni risultati, come il quarto posto alla Volta Ciclista a Catalunya e il secondo nel campionato canadese a cronometro. Al termine della stagione, a seguito della dismissione della Phonak, si accasa tra le file del team Professional Continental statunitense Health Net presented by Maxxis: con questa squadra coglie, nel 2007, la sua prima vittoria da professionista, nel campionato canadese a cronometro.

### 2008-2011: il trasferimento alla Slipstream/Garmin
Nella stagione 2008 si trasferisce tra le file di un'altra squadra Professional Continental, la Slipstream-Chipotle, poi divenuta Garmin-Chipotle. In quella stagione prende tra l'altro parte per la prima volta al Tour de France (chiude al 47º posto). Nel 2009 chiude undicesimo alla Liegi-Bastogne-Liegi e quinto alla Classica di San Sebastián. Corre inoltre la Vuelta a España, concludendo secondo nella tappa di Murcia e aggiudicandosi la frazione con arrivo sull'Alto de Velefique.
Nel 2010, sempre tra le file della Garmin, si classifica sesto alla Volta Ciclista a Catalunya, secondo all'Amstel Gold Race (preceduto dal solo Philippe Gilbert), nono alla Freccia Vallone e dodicesimo alla Liegi-Bastogne-Liegi. In luglio partecipa al Tour de France chiudendo al settimo posto nella classifica generale finale, sesto dopo la squalifica di Alberto Contador; nel finale di stagione è protagonista anche nel Grand Prix Cycliste de Québec e nel Grand Prix Cycliste de Montréal, corse del calendario mondiale in cui si piazza rispettivamente quarto e terzo. Nel 2011, oltre ad ottenere piazzamenti in corse minori, si classifica nono alla Vuelta al País Vasco, dodicesimo alla Freccia Vallone, decimo al Tour of California e terzo nella tappa di Gap al Tour de France (conclude quella Grande Boucle al 17º posto).

### 2012: il trionfo al Giro d'Italia

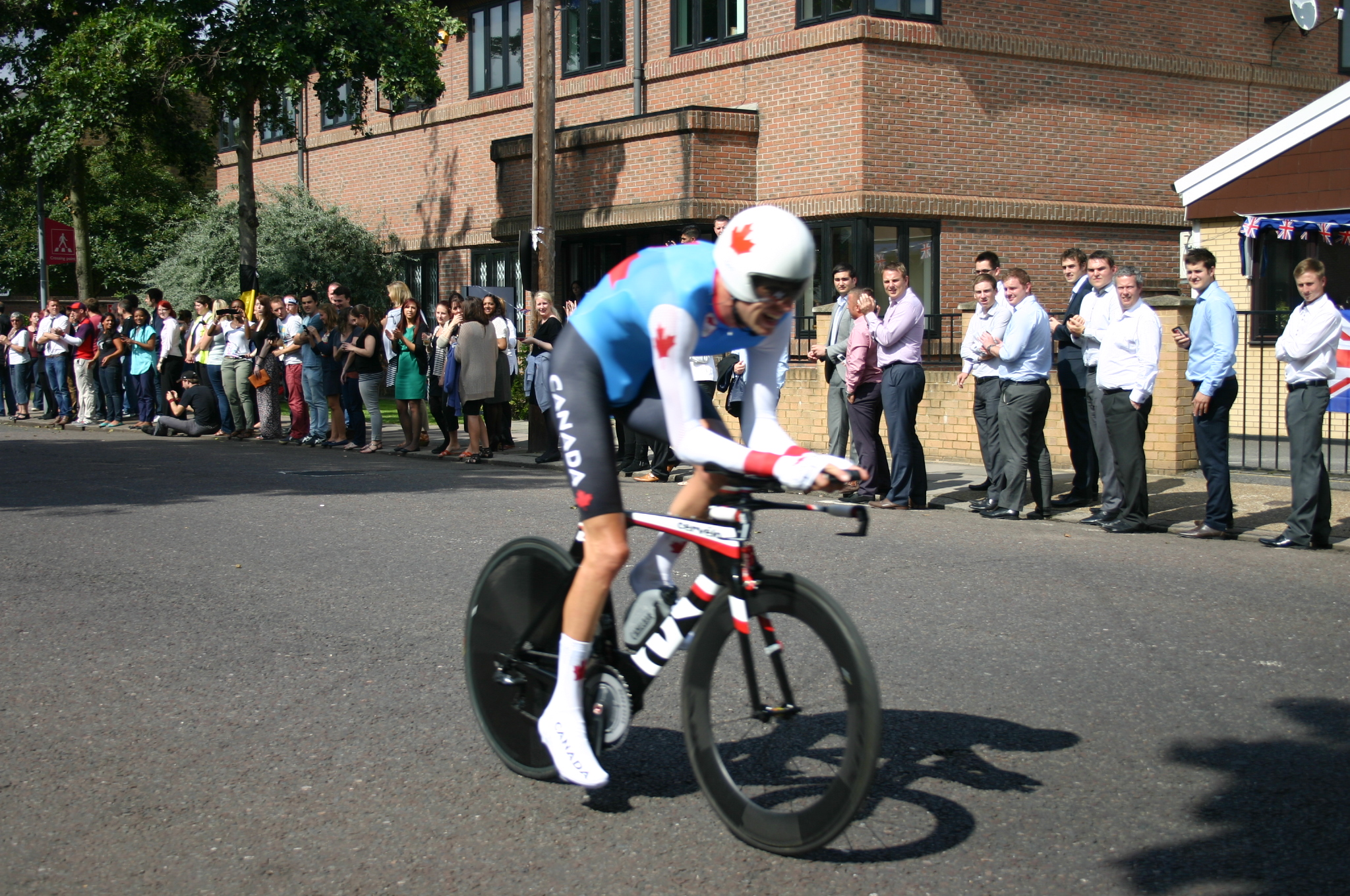
Hesjedal impegnato nella prova a cronometro ai Giochi di

Nel 2012, dopo il nono posto alla Liegi-Bastogne-Liegi, torna al Giro d'Italia con velleità di classifica. Conquista la maglia rosa al termine della tappa di Rocca di Cambio, perdendola però pochi giorni dopo sul traguardo di Assisi, a favore di Joaquim Rodríguez; riesce tuttavia a riconquistarla nella tappa di Cervinia, ma il giorno dopo deve di nuovo cederla a Rodríguez sul traguardo di Pian dei Resinelli. Dopo aver tenuto sulle tappe di montagna, si presenta alla cronometro finale di Milano con un ritardo di 31" su Rodríguez: sfruttando le sue migliori doti di cronoman, riesce a rimontare lo svantaggio e ad aggiudicarsi il Giro, con un vantaggio di 16" sullo spagnolo. Hesjedal ottiene così il primo successo in un Grande Giro, diventando al contempo anche il primo canadese a trionfare nella "Corsa Rosa".
In estate partecipa ai Giochi olimpici di Londra, rappresentando il suo paese sia nella prova in linea che in quella a cronometro. Nel finale di stagione si piazza tra i primi quindici alla Milano-Torino, al Giro del Piemonte e al Giro di Lombardia (sesto), ed è secondo nella tappa conclusiva del Tour of Beijing.

### 2013-2016: gli ultimi anni
Nella primavera del 2013 si piazza ottavo alla Liegi-Bastogne-Liegi dopo aver contribuito al successo del compagno di squadra Daniel Martin. In maggio è di nuovo alla partenza del Giro d'Italia, che lo vede tra i favoriti per la vittoria finale; il canadese decide però di ritirarsi dalla corsa, per problemi di salute, alla fine della dodicesima tappa, dopo aver accumulato un forte ritardo in classifica generale. Hesjedal partecipa poi al Tour de France, senza mai essere protagonista in classifica e concludendolo in 70ª posizione. Nel finale di stagione si classifica terzo al Grand Prix Cycliste de Montréal, gara valida per il calendario World Tour.

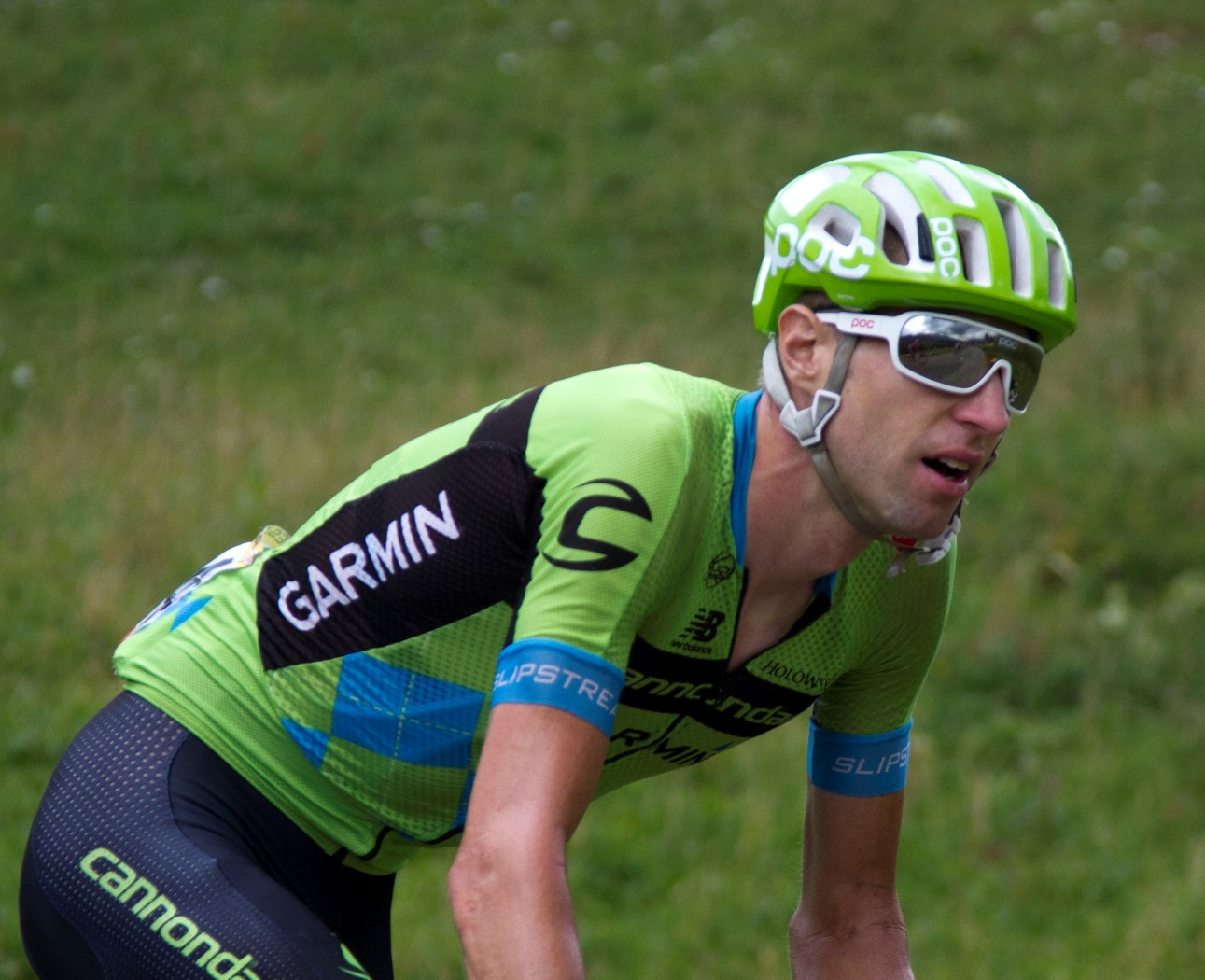
Hesjedal al Tour de France 2015

Nella stagione 2014, sempre in maglia Garmin-Sharp, Hesjedal torna al Giro d'Italia con velleità di classifica. In quella "corsa rosa" ottiene il secondo posto nel tappone di montagna da Ponte di Legno a Val Martello vinto da Nairo Quintana, e conclude al nono posto in classifica generale, a 13'35" dal vincitore Quintana. Il canadese è poi in evidenza anche alla Vuelta a España, con il secondo posto nella settima frazione e, soprattutto, con il successo in solitaria nella quattordicesima tappa, quella con arrivo a La Camperona, trionfo che gli consente il ritorno alla vittoria dopo più di due anni di astinenza.
Nel 2015 chiude quinto al Giro e 40° al Tour.
Il 1º agosto 2016 annuncia il ritiro dalle corse a fine stagione.

## Palmarès

### Strada
- 2002 (Dilettanti)

Parigi-Mantes-en-Yvelines
- 2007 (Health Net presented by Maxxis, una vittoria)

Campionati canadesi, Prova a cronometro
- 2009 (Garmin-Slipstream, una vittoria)

12ª tappa Vuelta a España (Almería > Alto de Velefique)
- 2010 (Team Garmin-Transitions, una vittoria)

8ª tappa Tour of California (Thousand Oaks > Thousand Oaks)
- 2012 (Team Garmin-Barracuda, una vittoria)

Classifica generale Giro d'Italia
- 2014 (Garmin-Sharp, una vittoria)

14ª tappa Vuelta a España (Santander > La Camperona (Valle de Sabero))

#### Altri successi
- 2007 (Health Net presented by Maxxis)

Classifica scalatori Tour de Georgia
- 2011 (Team Garmin-Cervélo)

2ª tappa Tour de France (Les Essarts, cronosquadre)
- 2012 (Team Garmin-Barracuda)

4ª tappa Giro d'Italia (Verona, cronosquadre)

### Mountain bike
- 2001

Campionati del mondo, Team relay (Vail)
- 2002

Campionati del mondo, Team relay (Kaprun)
5ª prova Coppa del mondo, Cross country (Les Gets)

## Piazzamenti

### Grandi Giri
- Giro d'Italia

2005: ritirato (13ª tappa)
2008: 60º
2012: vincitore
2013: non partito (13ª tappa)
2014: 9º
2015: 5º
2016: ritirato (14ª tappa)
- Tour de France

2008: 47º
2009: 49º
2010: 5º
2011: 18º
2012: non partito (7ª tappa)
2013: 70º
2015: 40º
- Vuelta a España

2006: ritirato (17ª tappa)
2009: non partito (18ª tappa)
2014: 24º

### Classiche monumento
- Milano-Sanremo

2009: 31º
- Giro delle Fiandre

2004: ritirato
2006: 51º
2008: 82º
- Parigi-Roubaix

2005: ritirato
- Liegi-Bastogne-Liegi

2005: ritirato
2008: 51º
2009: 11º
2010: 12º
2011: 29º
2012: 9º
2013: 8º
2014: 77º
2016: 60º
- Giro di Lombardia

2012: 6º
2014: 33º
2016: ritirato

### Competizioni mondiali
- Campionati del mondo

Madrid 2005 - Cronometro Elite: 22º
Madrid 2005 - In linea Elite: 78º
Salisburgo 2006 - Cronometro Elite: 22º
Salisburgo 2006 - In linea Elite: ritirato
Stoccarda 2007 - Cronometro Elite: 24º
Mendrisio 2009 - In linea Elite: ritirato
Limburgo 2012 - In linea Elite: 108º
- Campionati del mondo di mountain bike

Mont-Sainte-Anne 1998 - Cross country Juniores: 2º
Vail 2001 - Cross country Under-23: 2º
Vail 2001 - Cross country Team Relay: vincitore
Kaprun 2002 - Cross country Under-23: 3º
Kaprun 2002 - Cross country Team Relay: vincitore
Lugano 2003 - Cross country: 2º
- Giochi olimpici

Atene 2004 - Cross country: ritirato
Pechino 2008 - In linea: 55º
Pechino 2008 - Cronometro: 16º
Londra 2012 - In linea: 63º
Londra 2012 - Cronometro: 28º